# 小行星9391
小行星9391（英語：9391）是一颗围绕太阳公转的小行星。1994年8月14日，罗伯特·H·麦克诺特在赛丁泉山发现了此天体。
这颗小行星的绝对星等为160.75328等。